# カリオストロの復讐
カリオストロの復讐（カリオストロのふくしゅう、La Cagliostro se venge）は、モーリス・ルブランのアルセーヌ・ルパンシリーズの一篇。1935年発表。
本作は、ルパンが自ら「カリオストロとの対決が恐らく自分の最後の冒険になるだろう」と独白した通り、四半世紀にわたる長い「ルパン・サーガ」の最終章をなす物語と見ることが出来る。物語は、ルパン20歳の時の最初の大冒険である『カリオストロ伯爵夫人』と密接にリンクしている。かの冒険の最後で、ルパンの最初の妻は死に、赤子である息子はカリオストロ伯爵夫人にさらわれる。そのさらわれた息子とおぼしき青年が登場し、50に手が届くほどの年齢となったルパンと再会する。
『赤い数珠』の主人公ルースラン予審判事が本作にも登場している。